# Almașu Mic, Hunedoara
Almașu Mic este un sat în comuna Pestișu Mic din județul Hunedoara, Transilvania, România. Se află în partea de vest a județului, la poalele estice ale masivului Poiana Ruscă.

## Monumente istorice
- Biserica de lemn „Sfântul Nicolae”